# 達梭航太
達梭航太（法語：Dassault Aviation）是法國的一家軍用航太和商用機製造商，附屬於達梭集團。在1929年由馬塞爾·布洛克（Marcel Bloch）建立，第二次世界大戰後馬塞爾·布洛克改名成馬塞爾·達梭，公司也在1947年12月20日改成馬塞爾·達梭航太公司。1971年達梭取得布雷蓋航空，改名馬塞爾·達梭-布雷蓋聯合航太（Avions Marcel Dassault-Breguet Aviation，簡稱AMD-BA）；後來在1990年公司改名達梭航太。

## 股東
- 達梭集團 （62,17%） [2]
- EADS歐洲航太 （9,93%）
- 私人投資股東 （27,44%）

## 歷史
馬塞爾·布洛克科技航空，是馬塞爾·布洛克於1930年成立。1935年，布洛克和亨利·波泰兹簽署協議，買下波尔多航空公司，隨後改名「西南航空科技」（Sud-Ouest）。1936年軍工業國有化後，改名「西南國家航太制造公司」（SNCASO）。
二戰時法國被佔領，航空工業等於實質解散。馬塞爾·布洛克也於1940年10月，被傀儡政府维希法国關押入獄。至1944年，布洛克被驅逐出境到布痕瓦爾德集中營，一直關到1945年戰爭結束。
於1945年11月10日，在一次公司決議中投票，通過把公司變成為有限公司，由馬塞爾·布洛克科技航空公司控股。1947年1月20日，改名作馬塞爾·達梭科技航空。
1954年開設電子部門（1962年改名「馬塞爾·達梭電子」），第一個專案是研發航空雷達，之後研發空對空飛彈紅外線尋標頭、導航和轟炸模組。1950年代到1970年代晚期，大力開拓出口市場，主要產品有幻象系列戰機，和Mystere-Falcon商用機。1952-1977年間，佔據業務比率達58%。 
在1965-66年間，法國政府釋出不少自製裝備案，意圖扶植本國軍工業。達梭開始客製軍機和商用機, 北方航太在彈道飛彈和民用航空、軍用運輸機、直升機上面競爭。 （北方航太和南方航太於1970年合併成法國宇航）。
1967年6月27日，達梭在政府要求下，取得66%布雷蓋航太股權，並於1971年12月14日合併，資產計入布雷蓋，改名成馬塞爾·達梭-布雷蓋聯合航太（AMD-BA）。
1990年，公司改名達梭航太。
2000年，塞尔日·达索把經營權交給夏尔·埃德尔斯泰纳。塞尔日·达索退為榮譽主席。

## 政府介入

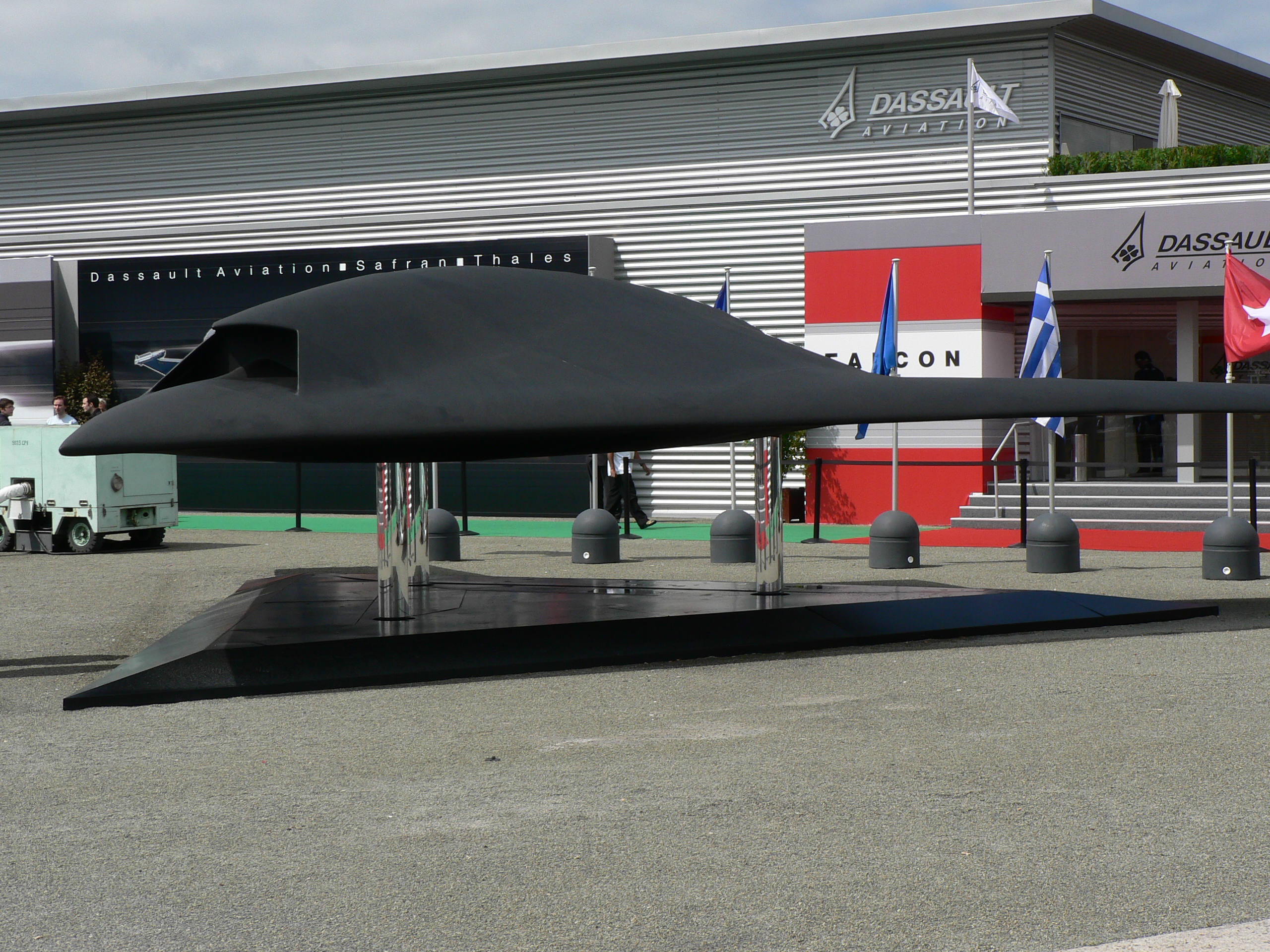
歐洲無人機跨國計畫有深厚政府色彩，所需的外交資源也遠超過私人企業範疇。

1979年，法國政府建立「國營科學航太參與公司」（SOGEPA）去管理控股，該公司立刻買下了20%達梭股份和25%航空宇宙公司股份（政府也直接持有這家公司75%股份，等於100%是政府所有）。
1998年，政府把持有的達梭股份（45.76%）轉給航空宇宙公司。
2000年7月10日，航空宇宙公司被EADS歐洲航太合併.現在EADS持有達梭46.22%股份。

## 關連企業

### 子公司
Sogitec是達梭航太的全資子公司，主要從事先進航空模擬裝置、3D繪圖、軍用飛行模擬器與公文影像系統等設備的開發製造。 

## 產品

### 軍用機與研發年份

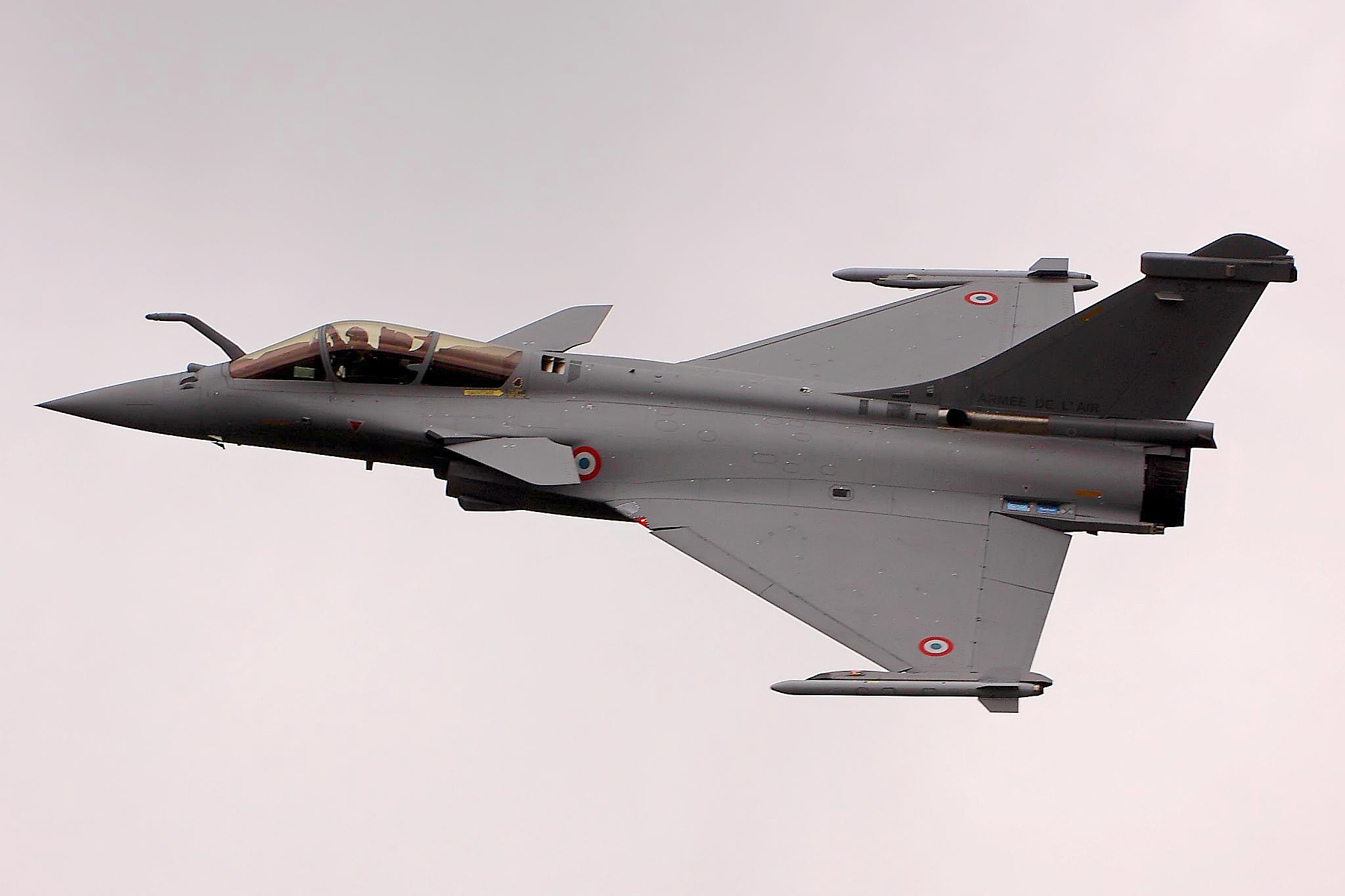
飆風戰鬥機
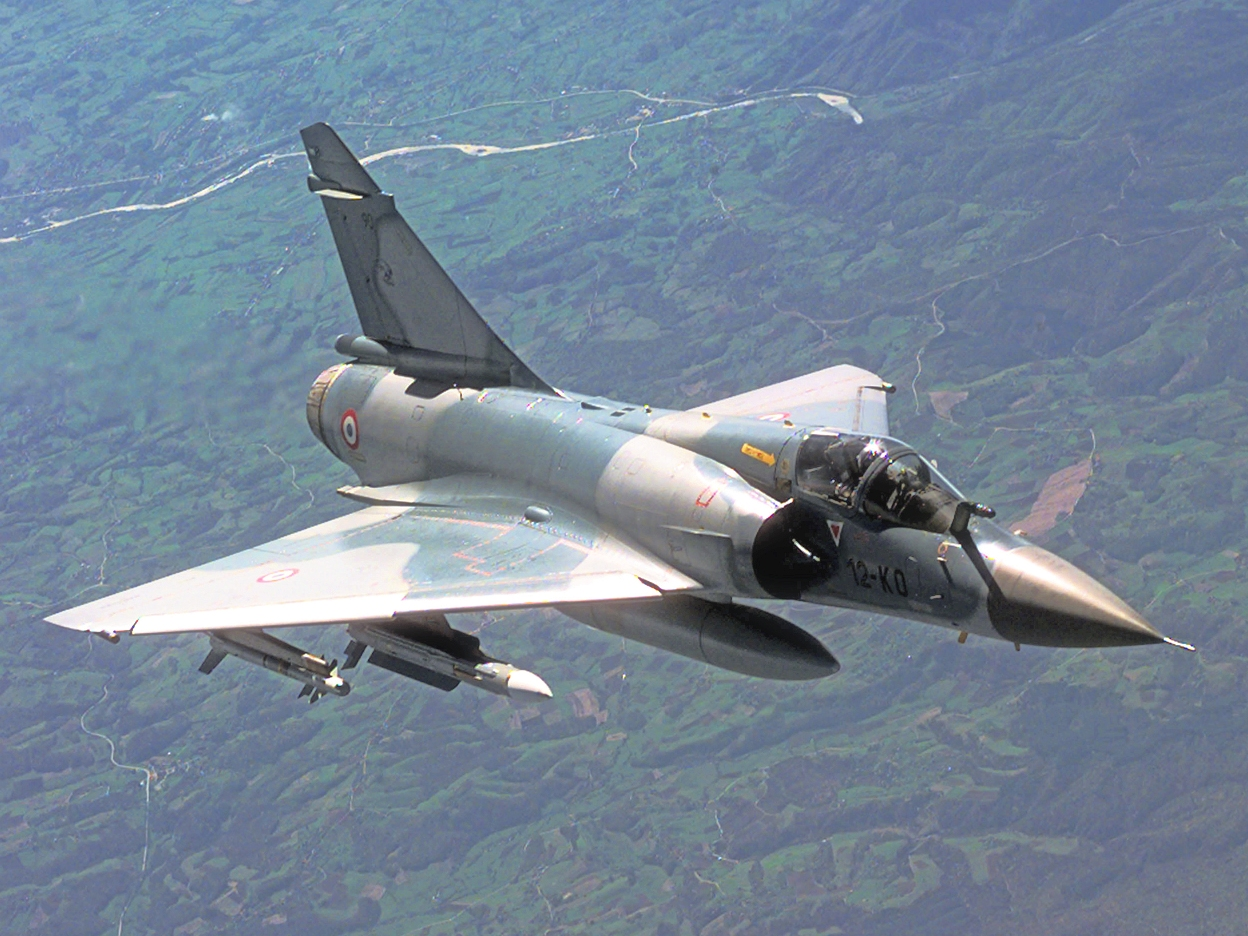
幻象2000戰鬥機
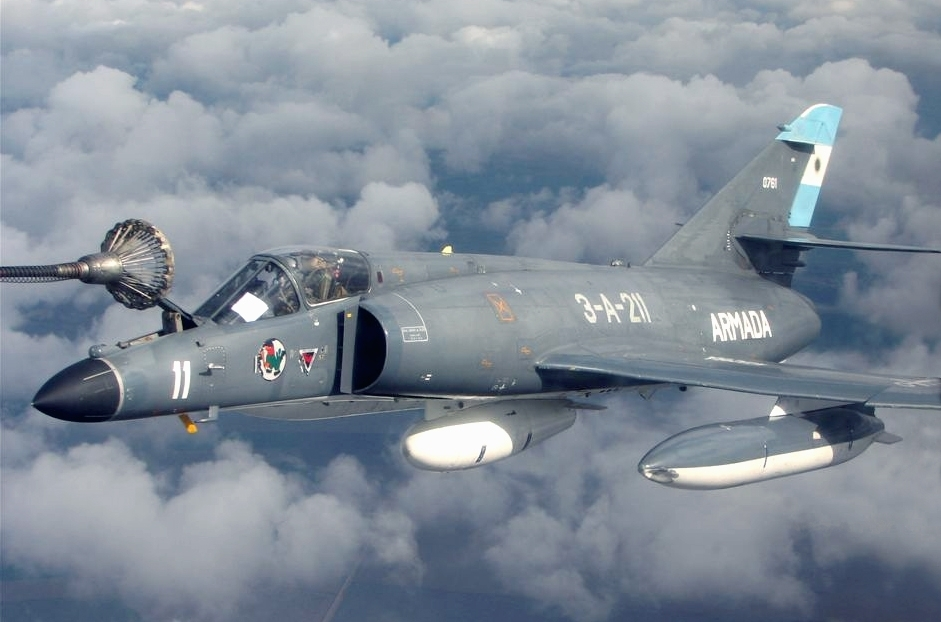
超級軍旗攻擊機
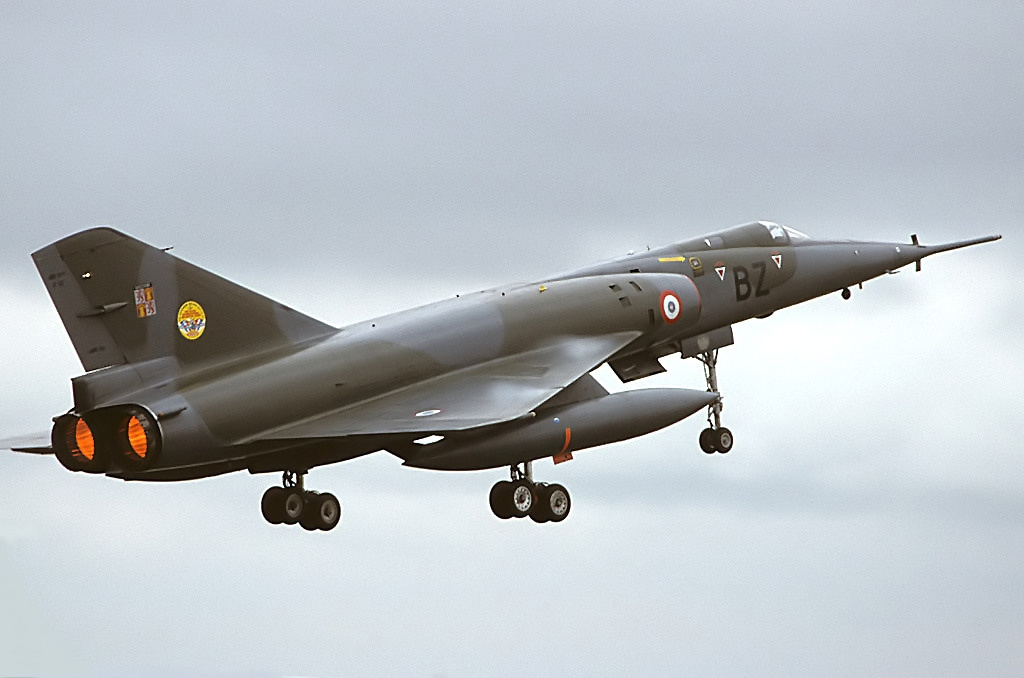
幻象IV轟炸機
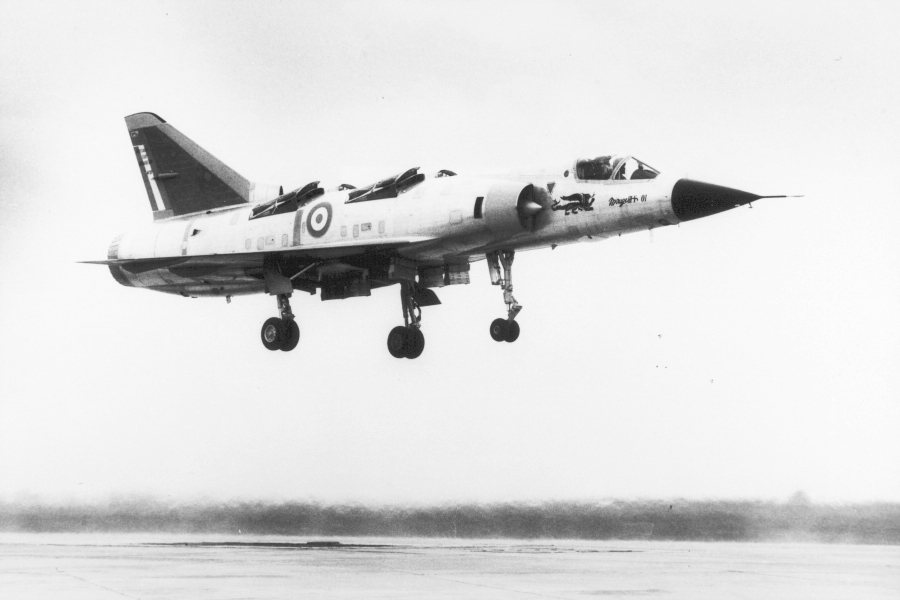
幻象IIIV垂直起降試驗機（英语：Dassault Mirage IIIV）

- MD 135紅鶴運輸機（英语：Dassault MD 315 Flamant），1947年
- MD 450 Ouragan，1951年
- MD 452 神秘 II，1952年
- MD 453 神秘 III，1952年 （a one-off MD-452 nightfighter）
- MD 454 神秘 IV，1952年
- MD 550 Mirage，1955年
- 超神秘，1955年
- 幻影 III，1956年
- 幻影 IV 戰術戰略轟炸機，1956年
- 軍旗 II，1956年
- 軍旗 IV，1956年
- Communauté，1959年
- MD 410 Spirale，1960年
- Balzac，1962年
- Atlantique （ATL 1, originally a Breguet product）,1965年
- 幻影 F1，1966年
- 幻影 F2，1966年
- 幻影 V，1967年
- 幻影 G，1967年
- Milan，1968年
- M.D.320 Hirondelle，1968年
- 幻影 G-4/G-8，1971年
- 阿爾法教練機，1973年
- 美洲豹攻擊機（與英國飛機公司（British Aircraft Corporation，BAC）各50%合作開發），1973年
- 超軍旗攻擊機（Super Étendard），1974年
- Falcon Guardian 01，1977年
- 幻象2000，1978年
- 幻象4000，1979年
- 幻影 50，1979年
- Falcon Guardian，1981年
- Atlantique 2 （ATL 2），1982年
- 幻影 III NG，1982年
- 飆風戰機，1986年
- 神經元無人作戰飛機（nEUROn），2012年
- 未來空戰系統

### 民用機

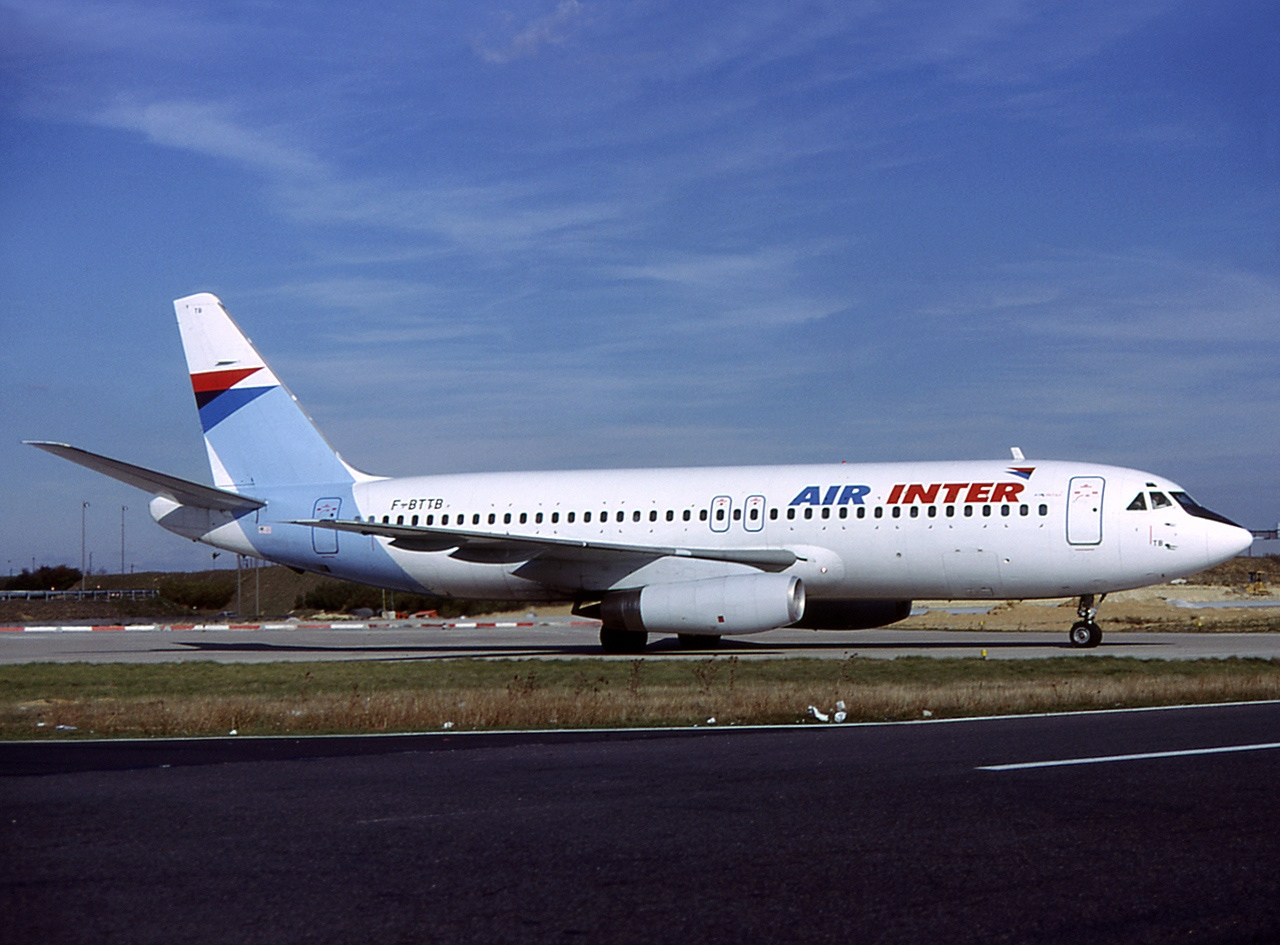
達梭水星
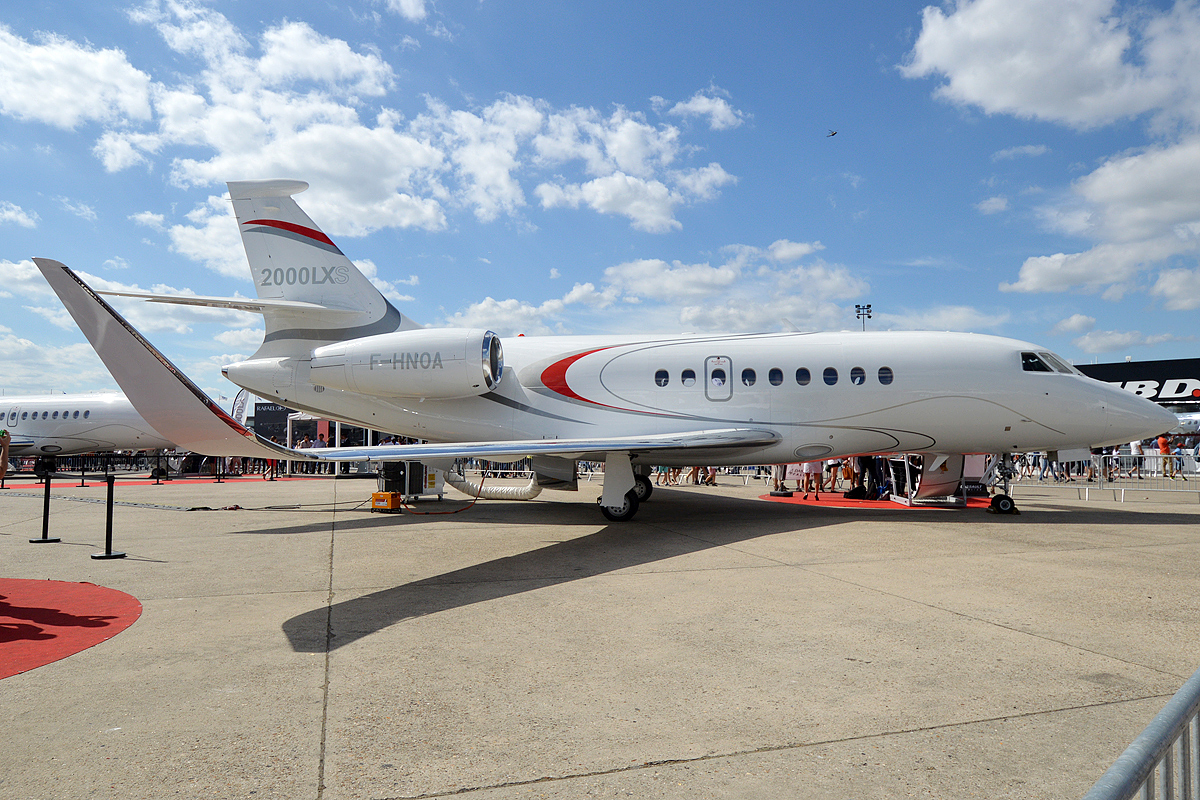
達索獵鷹2000LXS
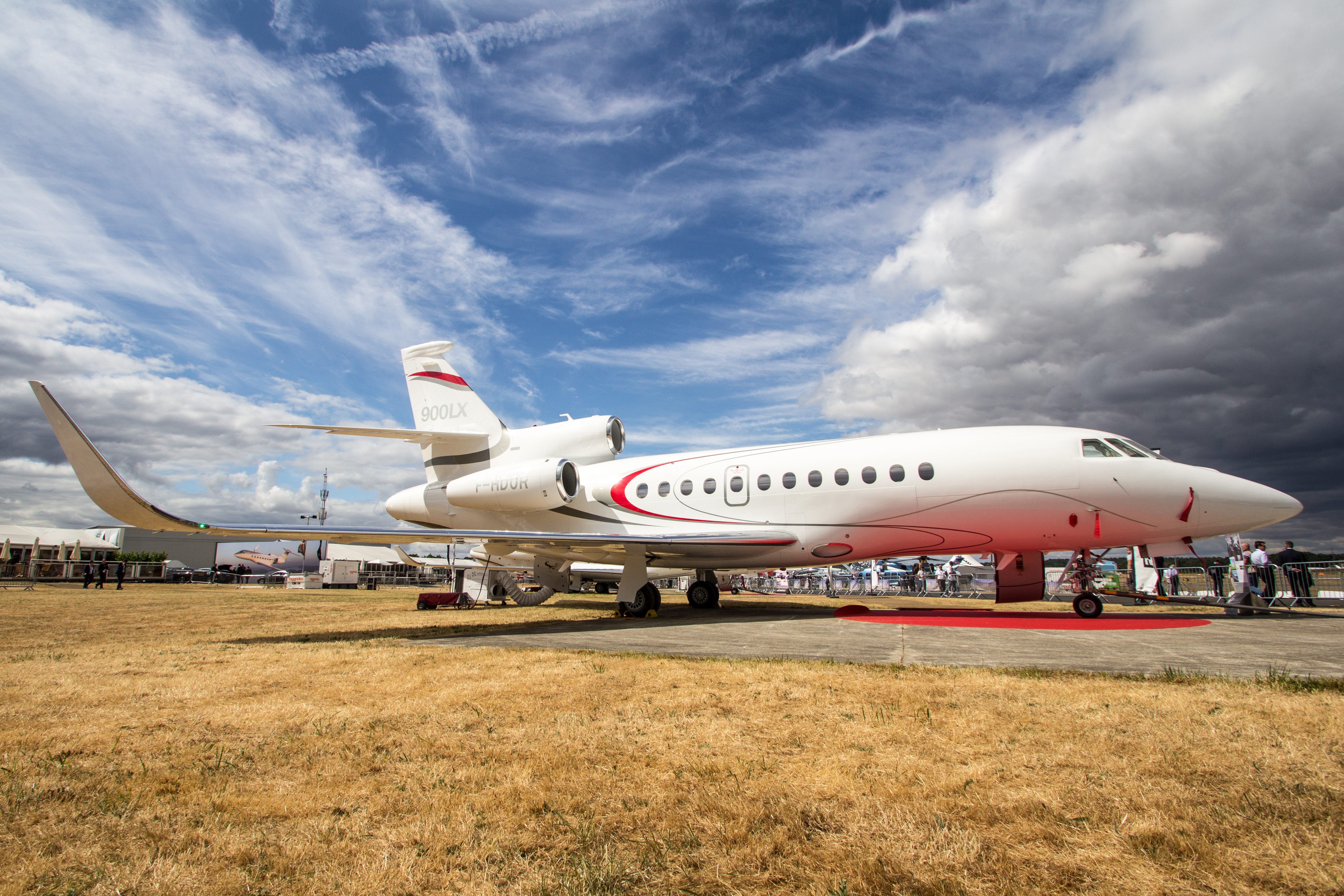
達索獵鷹900LX
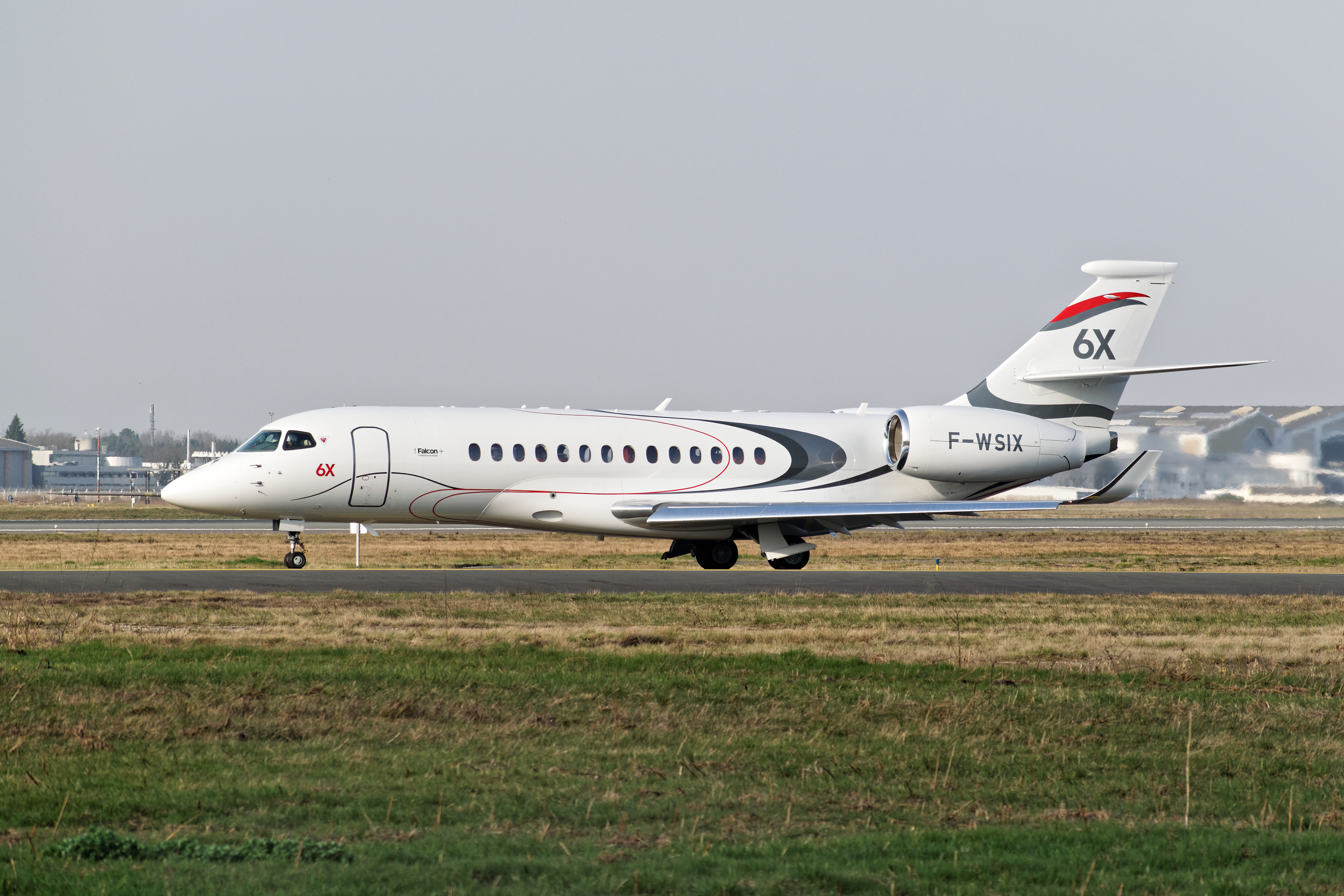
達索獵鷹6X
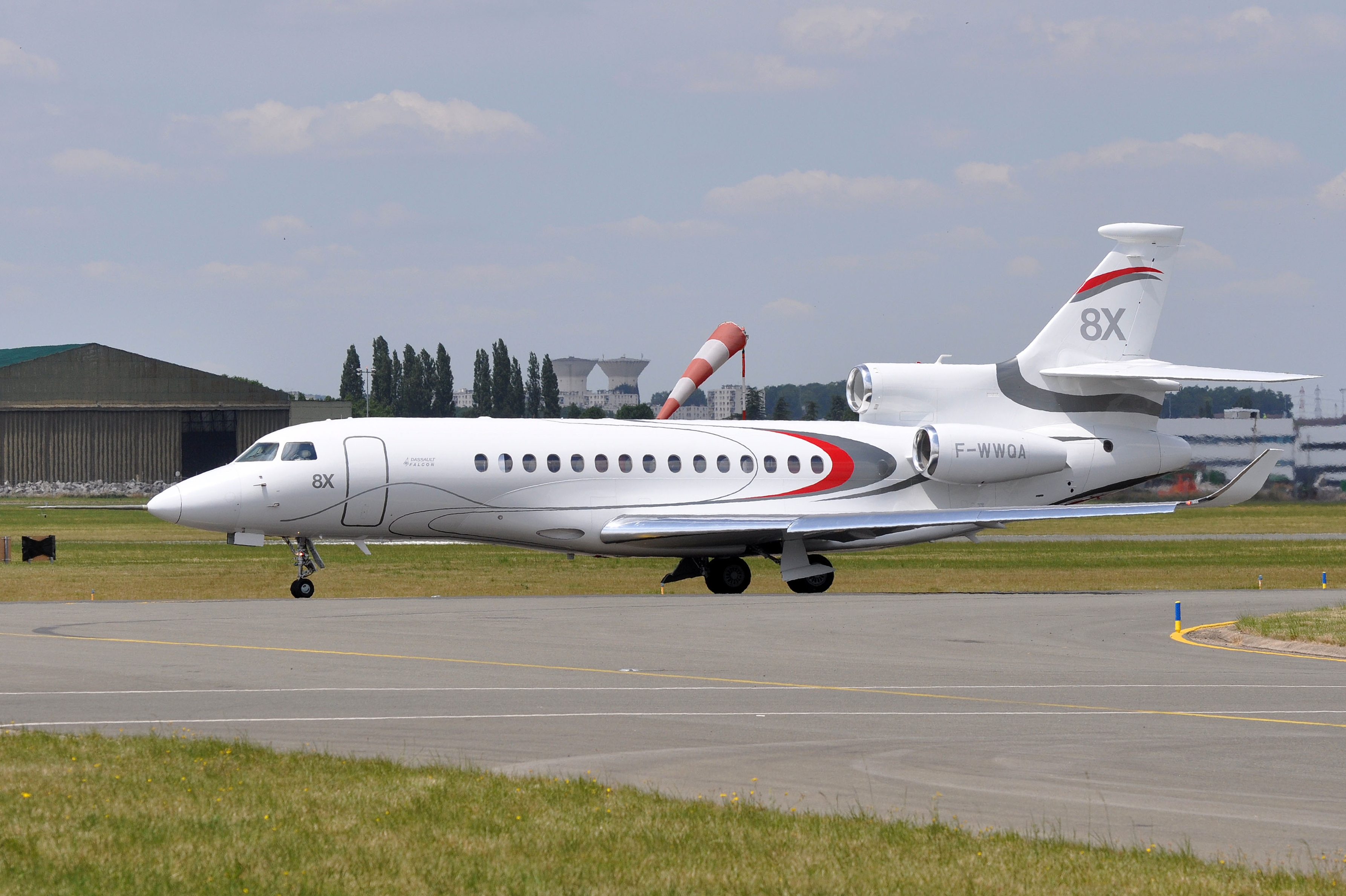
達索獵鷹8X

- 達梭水星，1973年
- 达索猎鹰系列（英语：Dassault Falcon）
  - 達索獵鷹20（英语：Dassault Falcon 20），1963年
  - 達索獵鷹10（英语：Dassault Falcon 10），1970年
  - 達索獵鷹30（英语：Dassault Falcon 30），1973年
  - 達索獵鷹50（英语：Dassault Falcon 50），1976年
  - 達索獵鷹900（英语：Dassault Falcon 900），1984年
  - 達索獵鷹2000（英语：Dassault Falcon 2000），1993年
  - 达索猎鹰7X，2005年
  - 达索猎鹰8X，2015年
  - 達索獵鷹5X（英语：Dassault Falcon 5X），2017年
  - 達索獵鷹6X（英语：Dassault Falcon 6X），2021年
  - 達索獵鷹10X（英语：Dassault Falcon 10X）

## 外部連結
- Dassault Aviation Website （页面存档备份，存于）

- Some videos of the Dassault's Falcon